# Pavetta subcana
Pavetta subcana är en måreväxtart som beskrevs av William Philip Hiern. Pavetta subcana ingår i släktet Pavetta och familjen måreväxter.

## Underarter
Arten delas in i följande underarter:
- P. s. longiflora
- P. s. subcana